# G5 (Haubitze)
Die G5 ist eine gezogene Feldhaubitze des Kalibers 155 mm aus südafrikanischer Produktion. Die G5 gilt als eines der besten Artilleriesysteme ihrer Zeit.

## Entwicklung

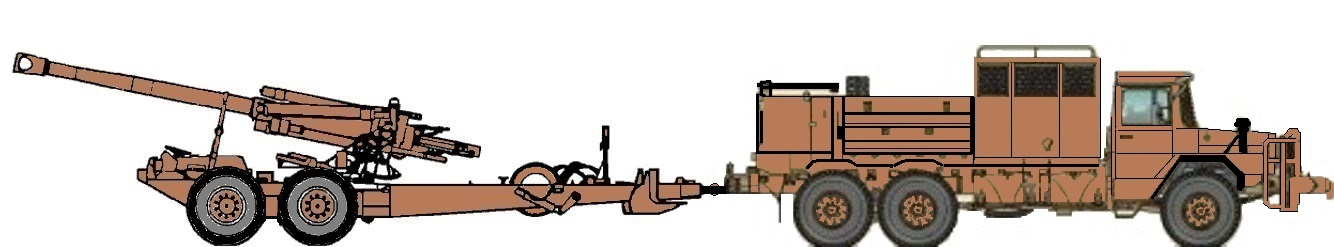
G5 mit Samil-100-LKW

In den 1970er-Jahren waren einige der Südafrika umgebenden Nachbarländer mit sowjetischer Artillerie ausgerüstet, welche die eigene Artillerie hinsichtlich Reichweite und Schussfolge übertrafen. Daher erachtete das südafrikanische Militär die Beschaffung eines modernen Geschützes als unabdingbar. Da Südafrika auf Grund seiner Apartheidspolitik mit einem UN-Waffenembargo (UN-Resolution 282 (1970) vom 23. Juli 1970) belegt war, konnte kein entsprechendes Geschütz auf dem internationalen Markt beschafft werden. Unter Umgehung des Waffenembargos knüpfte das südafrikanische Staatsunternehmen Armaments Corporation of South Africa (Armscor) Kontakte zur kanadischen Firma Space Research Corporation von Gerald Bull. Das von dieser Firma entwickelte Geschütz GC-45 sollte als Entwurfsbasis für ein neues südafrikanisches Geschütz dienen. In Zusammenarbeit mit Lyttelton Engineering Works (heute in Denel Land Systems Group) begann Gerald Bull 1977 mit der Weiterentwicklung der GC-45. Dazu wurde das Geschützrohr der GC-45 auf die M59-Lafette der 155 mm Gun M1 montiert.
Der so entstandene erste Entwurf wurde weiter verbessert und bekam u. a. ein modifiziertes Geschützrohr mit einer vergrößerten Wanddicke. Ebenso mussten die Rohrbremsen, der Rohrvorholer, die Rohrwiege sowie die Mündungsbremse modifiziert und angepasst werden. Daneben wurde die Lafette angepasst und mit einem Hilfsmotor ausgerüstet. Somit entstand ein Geschütz, welches dem Ursprungsmuster kaum noch ähnelte. Daneben entstanden in Zusammenarbeit mit dem belgischen Hersteller Poudreries réunies de Belgique (PRB) reichweitegesteigerte Extended-Range-Full-Bore-Geschosse für das neue Geschütz. Nachdem zwei Prototypen erstellt worden waren, wurden diese 1979 in Kanada und auf Antigua getestet. Danach wurden die beiden Geschütze nach Südafrika verbracht und dienten dort als Modelle für die Serienproduktion bei Lyttelton Engineering Works (LIW).
In den Produktionsstätten bei Pretoria entstanden daraufhin bis 1982 vier Vorserien-Geschütze, welche als G5 Mk.1 bezeichnet wurden. Auf einer internationalen Rüstungsmesse in Athen zeigte Südafrika im Oktober 1982 auf Einladung der damaligen griechischen Regierung moderne Waffensysteme, darunter auch die G5-Haubitze. Die Präsentation auf der Defendory Expo '82 erregte große Aufmerksamkeit, auch wegen der sensiblen Lage in Hinblick auf das internationale Waffenembargo gegen Südafrika.
Die Geschütze der Hauptserie, welche ab 1983 in die Produktion gingen, erfuhren nochmals weitere Anpassungen und wurden als G5 Mk.2 bezeichnet. Die ersten drei Geschütze gelangten im Mai 1983 zur Auslieferung an die SADF. Dort tragen sie seither die Bezeichnung G5 Luiperd. Später fand das G5-Geschütz auch Verwendung in den Selbstfahrlafetten G6 und T5. Im Jahr 2015 lag der Preis für ein G5-Geschütz bei 576.700 US-Dollar.

## Varianten
- G5 Mk.1: Prototypen und Vorseriengeschütze.
- G5 Mk.2: Abgeänderte Geschütze der Nullserie.
- G5 Mk.3: Hauptserie mit Feuerleitsystem und v0-Messanlage zur Messung der Mündungsgeschwindigkeit.
- G5-52: Version aus dem Jahr 1992 mit L/52-Geschützrohr. Schussweite mit V-LAP-Geschossen bis 54 km.[9]
- G5-52 ER (G5-2000): Prototyp aus dem Jahr 2002 mit L/52-Geschützrohr und vergrößerter 25-Liter-Brennkammer. Schussweite mit V-LAP-Geschossen bis 75 km.[2][10]

## Technik
Die G5 ist eine konventionelle Kanonenhaubitze mit Kraftzugsystem. Sie zeigt das übliche Muster einer vierrädrigen Spreizlafette mit einem Hilfsmotor zum kurzzeitigen Eigenantrieb. Die G5 wiegt in schussbereiter Stellung 13.750 kg. Die Länge der G5 variiert zwischen 9,50 m in gezogener und 12,20 m in schussbereiter Stellung. Die Höhe (durch das Geschützrohr bedingt) beträgt 2,50 m in der gezogenen Stellung, die Bodenfreiheit beträgt 300 mm und die Breite auf der Fahrbahn beträgt 2,50 m.

### Geschütz

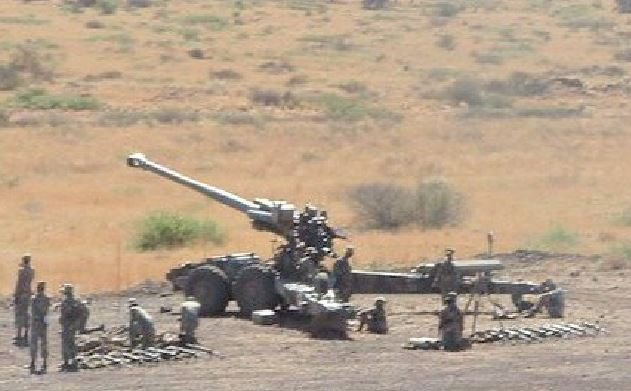
G5 der SANDF (2005)

Das Geschützrohr mit 45 Kaliberlängen ist auf einer zweiachsigen Lafette mit zwei Spreizholmen untergebracht. Vorne an der Lafette ist ein Diesel-Hilfsmotor mit einer Leistung von 59 kW angebracht. Daneben befindet sich ein Sitz mit Lenkrad und weiteren Bedienelementen. Der Hilfsmotor dient zum Heben der Holmenenden beim Abkuppeln, zum Heben der Haupträder nach dem Absenken der Bodenplatte, zum Lenken der Stützräder und zu ihrem Heben beim Kraftzugbetrieb, sowie zum Spreizen und Schließen der Holme. Auch kann das Geschütz mit dem Hilfsmotor über kurze Distanzen, mit bis zu 16 km/h in die Feuerstellung gefahren werden. Bei der Rohrwiege sind am Geschützrohr zwei hydropneumatische Rohrbremsen und Rückholeinrichtungen montiert. Daneben befindet sich die Visiereinrichtung. Zum Einsatz kommen Visiereinrichtungen zum direkten und indirekten Schießen. Neben der Rohrwiege ist ein Sitz für den Kanonier moniert. Der Seitenrichtbereich in der unteren Winkelgruppe beträgt ±32,5°. In der oberen Winkelgruppe sind ±41° möglich. Der Höhenrichtbereich beträgt −3° bis +75°. Das Brennkammer-Volumen hat gegenüber dem internationalen Standard ein von 21 Liter auf 23 Liter vergrößertes Volumen. Die Brennkammer verfügt über einen halbautomatischen Schraubenverschluss. Optional kann das Geschütz mit einem halbautomatischen Ladesystem ausgerüstet werden. Die Ladeautomatik führt die Geschosse zu und setzt sie im Rohr an. Danach werden die Treibladungen und Treibladungsanzünder geladen und zugeführt.
Beim Transport sind die Holme nach hinten geklappt und ruhen auf zwei absenkbaren und lenkbaren Stützrädern. In Fahrstellung ruht das Rohr entgegen der Fahrtrichtung. Die zwei Stützräder ermöglichen die Steuerung bei der Nutzung des Hilfsmotors. Zum Straßentransport verwenden die südafrikanischen Streitkräfte den Samil-100-Lastkraftwagen. Die maximal zulässige Zuggeschwindigkeit auf der Straße beträgt 90 km/h.
Um das Geschütz feuerbereit zu machen, benötigt die sechs- bis achtköpfige Bedienmannschaft rund zwei bis drei Minuten (in einer vorbereiteten Feuerstellung). Beim Schießen sind die Haupträder angehoben und die G5 stützt sich vorn auf eine von der Unterlafette abgesenkte Schießplattform. Am Ende der Holme sind zwei Erdsporne angebracht, welche die Rückstoßkraft in das Erdreich ableiten. Zusätzlich wird der Rückstoß durch eine Einkammer-Mündungsbremse gemindert.
Mit der G5 kommt die EMVA Mark-10B-Messanlage zur Messung der Mündungsgeschwindigkeit, die S700-Wetterstation sowie die AS-80-Feuerleitanlage zum Einsatz. Modernere G5-Ausführungen verwenden die AS-2000-Feuerleitanlage. Ein Zielfernrohr ermöglicht die Bekämpfung von Zielen im Direktschuss auf eine Distanz von maximal 5 km.
Wird das Geschütz manuell geladen, so liegt die schnellstmögliche Schussfolge bei zwei bis drei Schuss pro Minute. Mit der optionalen Ladeautomatik können innerhalb von 18 Sekunden drei Schuss abgefeuerte werden. Danach können für drei Minuten sechs Schuss pro Minute abgefeuert werden. Somit können vier Geschütze innerhalb einer Minute rund 1,4 Tonnen Munition ins Ziel bringen. Danach muss die Schussfolge, infolge der thermischen Beanspruchung des Geschützrohres, auf zwei Schuss pro Minute reduziert werden. Während die ersten Geschütze nur eine kurze Rohrlebensdauer aufwiesen, liegt diese bei den aktuellen Geschützen bei 6.000 Schuss (mit Standard-Treibladungen).

### Munition

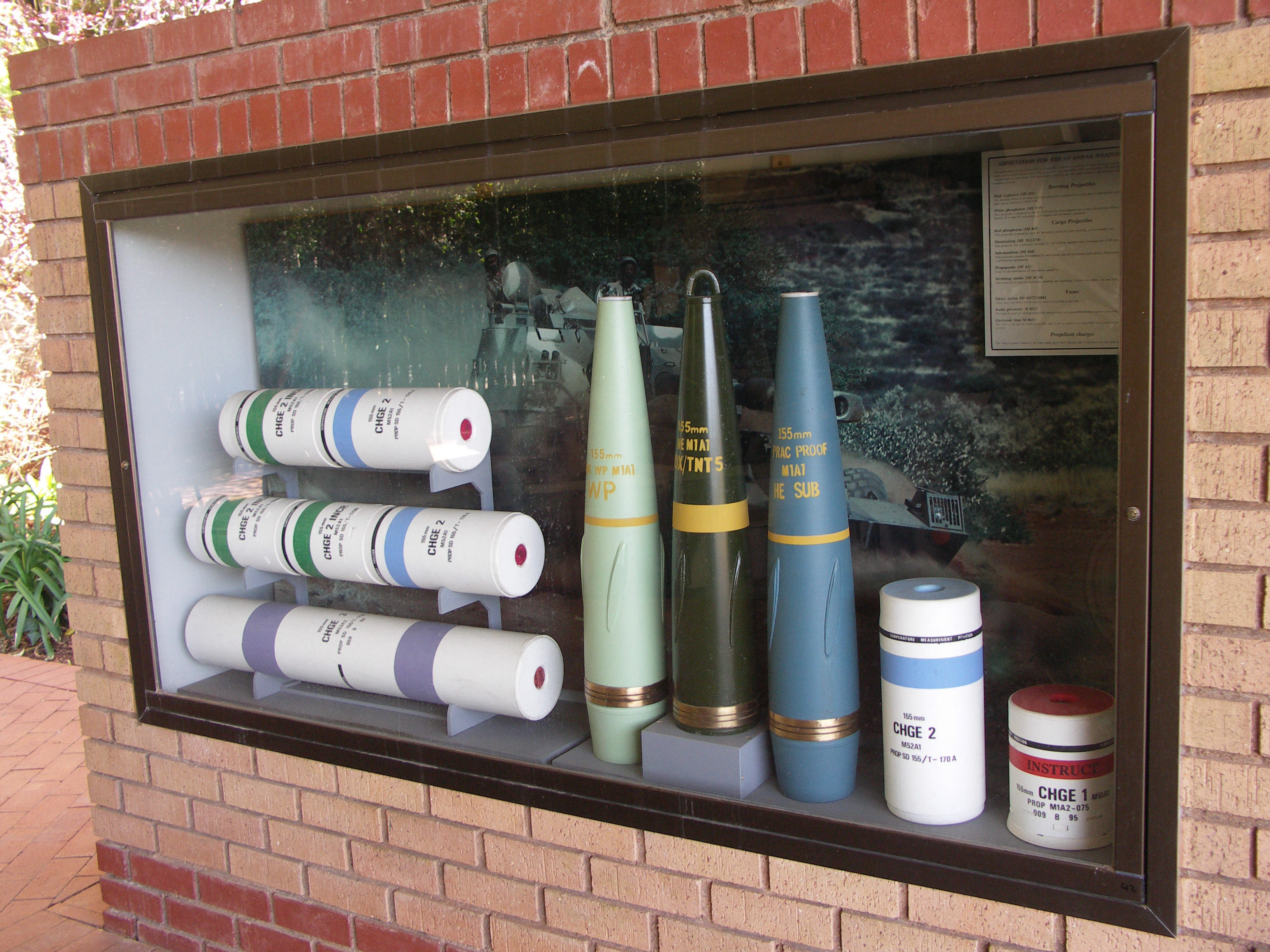
ERFB-Geschosse für die Haubitzen G5 und G6

Für die G5 wird getrennt geladene Munition mit variablen Treibladungsbeuteln (Zonenladungen) verwendet. Das heißt, das Geschoss und die Treibladung werden nacheinander geladen. Neben den NATO-Standard-Treibladungen kommt auch das von Denel entwickelte modulare M90-Treibladungssystem zum Einsatz. Dieses besteht aus den kombinierbaren Ladungsbeuteln M91 (1,8 kg) und M92 (2,6 kg).
Die G5 kann nahezu die gesamte 155-mm-NATO-Munition verschießen. Mit dem M107-Standardgeschoss werden 18 bis 24,7 km erreicht. Ebenso können auch die Suchzünder-Munition SMArt 155, sowie präzisionsgelenkte Artilleriegranaten wie die Krasnopol-M und die M982 Excalibur eingesetzt werden, mit der eine Schussdistanz von 38 km erreicht wird. Zusammen mit der G5 wurde die M9-Familie von Extended-Range-Full-Bore-Geschossen eingeführt. Mit diesen Geschossen werden Schussdistanzen von 30 km (mit ERFB-BT) und 39 km (mit ERFB-BB) erreicht. Unter den heißen Klimaverhältnissen im südlichen Afrika überschreiten diese ERFB-BB-Geschosse teilweise die 40-km-Grenze. Die Munitionsfamilie umfasst die folgenden Geschosse:
- Sprenggeschoss mit 8,6 kg Sprengstoff[16]
- Cargogeschoss mit 42 M85-Bomblets[10]
- Nebelgeschosse mit Weißem Phosphor oder Rotem Phosphor[2]
- Leuchtgeschoss[16][17]
- Geschosse zur Zielmarkierung, die farbigen Rauch erzeugen
- Agitationsgeschoss mit Flugblättern
- Exerzier- und Übungsgeschosse.

Seit dem Anfang der 2000er-Jahre wird von Denel und Rheinmetall Denel Munition die 155 mm-Munitionspalette Assegai mit Extended-Range-Full-Bore-Geschossen der Serie 2xxx eingeführt. Diese Munitionspalette beinhaltet auch das M2005-V-LAP-Geschoss (Velocity-enhanced Long-range Artillery Projectile). Dies ist ein ERFB-BB-Geschoss mit zusätzlichem Raketenantrieb. Seit 2014 bietet das obengenannte Herstellerkonsortium die verbesserten Geschosse der Assegai-Munitionspalette der Serie 9xxx an. Diese Serie beinhaltet ein verbessertes V-LAP-Geschoss mit der Bezeichnung M9703. Mit der G5-Standardausführung (L/45) werden die folgenden Schussdistanzen erreicht:
| Geschosstyp | Beschreibung                                                                                        | V0      | Schussdistanz |
| ----------- | --------------------------------------------------------------------------------------------------- | ------- | ------------- |
| ERFB-BT     | Extended Range Full Bore-Boat Tail Mit Hohlboden am Geschossende.                                   | 911 m/s | 31,6 km       |
| ERFB-BB     | Extended Range Full Bore-Base Bleed Mit Base-Bleed-Glimmsatz am Geschossende.                       | 908 m/s | 40,5 km       |
| V-LAP       | Velocity-enhanced Long-range Artillery Projectile ERFB-BB-Geschoss mit zusätzlichem Raketenantrieb. | 912 m/s | 54 km         |

Technische Daten aus
Mit der Ausführung G5-2000 (L/52) werden die folgenden Schussdistanzen erreicht:
| Geschosstyp | Beschreibung                                                                                        | V0        | Schussdistanz |
| ----------- | --------------------------------------------------------------------------------------------------- | --------- | ------------- |
| ERFB-BT     | Extended Range Full Bore-Boat Tail Mit Hohlboden am Geschossende.                                   | 995 m/s   | 38,4 km       |
| ERFB-BB     | Extended Range Full Bore-Base Bleed Mit Base-Bleed-Glimmsatz am Geschossende.                       | 1.015 m/s | 50,1 km       |
| V-LAP       | Velocity-enhanced Long-range Artillery Projectile ERFB-BB-Geschoss mit zusätzlichem Raketenantrieb. | 1.013 m/s | 76,3 km       |

Technische Daten aus

## Kriegseinsätze
Die früheren südafrikanischen Streitkräfte setzten die G5 im Krieg gegen Angola und die SWAPO bei Militäroperationen in Angola ein. Daneben kam das Geschütz im Ersten Golfkrieg und Zweiten Golfkrieg zum Einsatz.
Im Bürgerkrieg in Libyen seit 2014 wird die G5 von den Streitkräfte Libyens eingesetzt. Diese Geschütze stammen vermutlich aus Beständen der Vereinigten Arabischen Emirate.

## Nutzerstaaten
- Chile – 28[4][20]
- Irak – 110 (lokale Bezeichnung Sheri)[21]
- Iran – 120–200[4][22]
- Katar – 12[23]
- Libyen – Unbekannte Anzahl[19]
- Malaysia – 22[23]
- Südafrika – 66[24]
- Uganda – 4–6[4][25]
- Vereinigte Arabische Emirate – Unbekannte Anzahl[19]